# Argyractoides catenalis
Argyractoides catenalis är en fjärilsart som beskrevs av Achille Guenée 1854. Argyractoides catenalis ingår i släktet Argyractoides och familjen Crambidae. Inga underarter finns listade i Catalogue of Life.